# Zermegh János
Zermegh János (Kőrös vármegye, 1504 körül – 1584) krónikás emlékíró.

## Élete
Szlavóniai nemesi család sarja. Előbb a zágrábi püspök, majd a Szapolyai János pártján álló Várallyai Szaniszló szolgálatában állt. Maga is lelkes-híve lett a nemzeti pártnak. Később I. Ferdinánd pártjára állt. 1539-től Thurzó Elek országbíró titkára. 1541-ben a pozsonyi kamara számvevő mestere, 1553-tól titkára, majd 1558-tól tanácsos. 1581-ben Nyitra vármegye országgyűlési követe. Megírta a János és Ferdinánd közti háború történetét. 

## Művei
- 1662 Historia rerum gestarum inter Ferdinandum et Joannem Ungariae reges... Amsterdam.